# جورج سموت

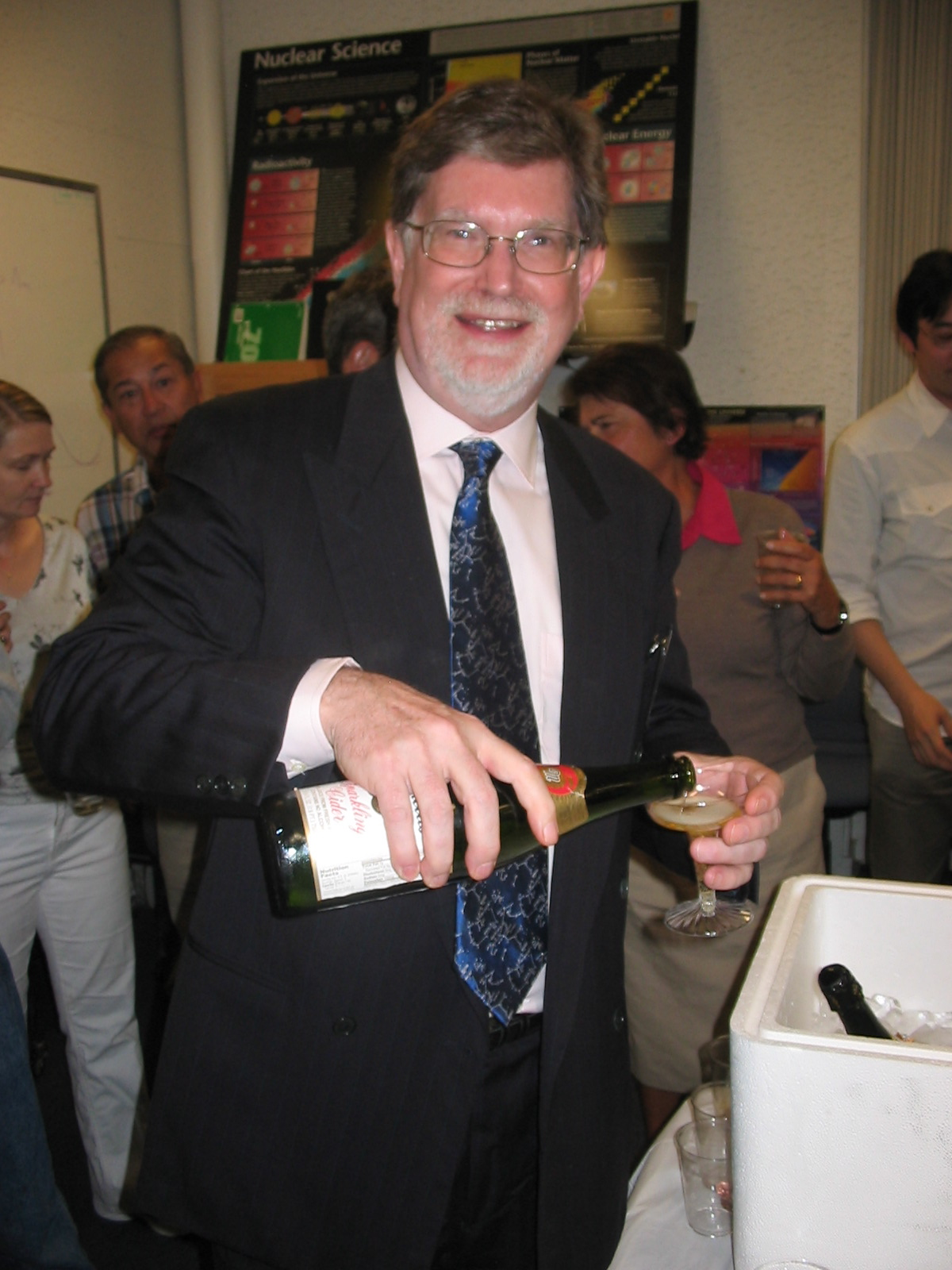
سموت يحتفل بجائزة نوبل في مختبر لورانس بيركلي الوطني، 3 أكتوبر 2006

جورج فيتزجيرالد سموت الثالث (بالإنجليزية: George F. Smoot) (ولد 20 فبراير 1945 -) عالم أمريكي في علم الفيزياء الفلكية وعلم الكون الفيزيائي وحاصل على جائزة نوبل في الفيزياء عام 2006، لعمله على قياس حجم الاجسام السوداء، كما حصل على قلادة ألبرت أينشتاين عام 2003.

## روابط خارجية
- جورج سموت على موقع IMDb (الإنجليزية)
- جورج سموت على موقع الموسوعة البريطانية (الإنجليزية)
- جورج سموت على موقع مونزينجر (الألمانية)
- جورج سموت على موقع ميوزك برينز (الإنجليزية)
- جورج سموت على موقع إن إن دي بي (الإنجليزية)